# Physocnemum brevilineum
Physocnemum brevilineum là một loài bọ cánh cứng trong họ Cerambycidae.